# Лихонин, Семён Семёнович
Семён Семёнович Лихонин (1810/1811—1867) — общественный и государственный деятель. Тайный советник.

## Биография
Родился 20 декабря 1810 (1 января 1811) года в семье Семёна Григорьевича Лихонина (25.01.1773 — 25.06.1851) — статского советника, правителя дел Совета о военно-учебных заведениях, который был женат с 14 февраля 1802 года на Маргарите Степановне Лихониной (16.04.1777–04.05.1825) — старшей дочери С. Б. Струговщикова. Его дед — Григорий Васильевич Лихонин (1714 или 1716—1771), происходивший из суздальских купцов, прибыл в Москву вместе с братом Иваном; был владельцем суконной фабрики, московским купцом 1-й гильдии, директором московских и петербургских питейных сборов; был похоронен на Старом Донском кладбище.
По окончании в 1832 году курса в Царскосельском лицее был награждён серебряной медалью. С 6 сентября 1832 года состоял на службе в Комитете министров, затем в министерстве внутренних дел, в Кабинете Е. И. В. и, наконец, с 1859 года — в министерстве финансов; с 1865 года управлял комиссией погашения государственных долгов. Одновременно он состоял гласным от столицы в Санкт-Петербургском губернском земском собрании и, как владелец небольшого наследственного имения в Новоладожском уезде, неоднократно был избираем в должности от дворянства.
был произведён 10 октября 1852 года в действительные статские советники, затем — в тайные советники. Был награждён орденами Св. Анны 2-й ст. с императорской короной (1849), Св. Владимира 3-й ст. (1860), Св. Станислава 1-й ст. (до 1864).
С. С. Лихонин составил устав городского кредитного общества и после его утверждения был назначен директором правления общества. Также он был привлечён к работе в Высочайше утвержденной комиссии, образованной для начертания «положения об устройстве земских банков», и к обработке устава «Санкт-Петербургского общества взаимного от огня страхования», в котором он состоял председателем наблюдательного комитета.
Умер 6 (18) апреля 1867 года. Был похоронен на Смоленском православном кладбище.

## Семья
Женился 12 сентября 1845 года на дочери титулярного советника Елизавете Леонтьевне Бандт. Их дочь Ольга, родившаяся 1 октября 1856 года, была со 2 июня 1878 года замужем за юристом, будущим сенатором, А. А. Добровольским.

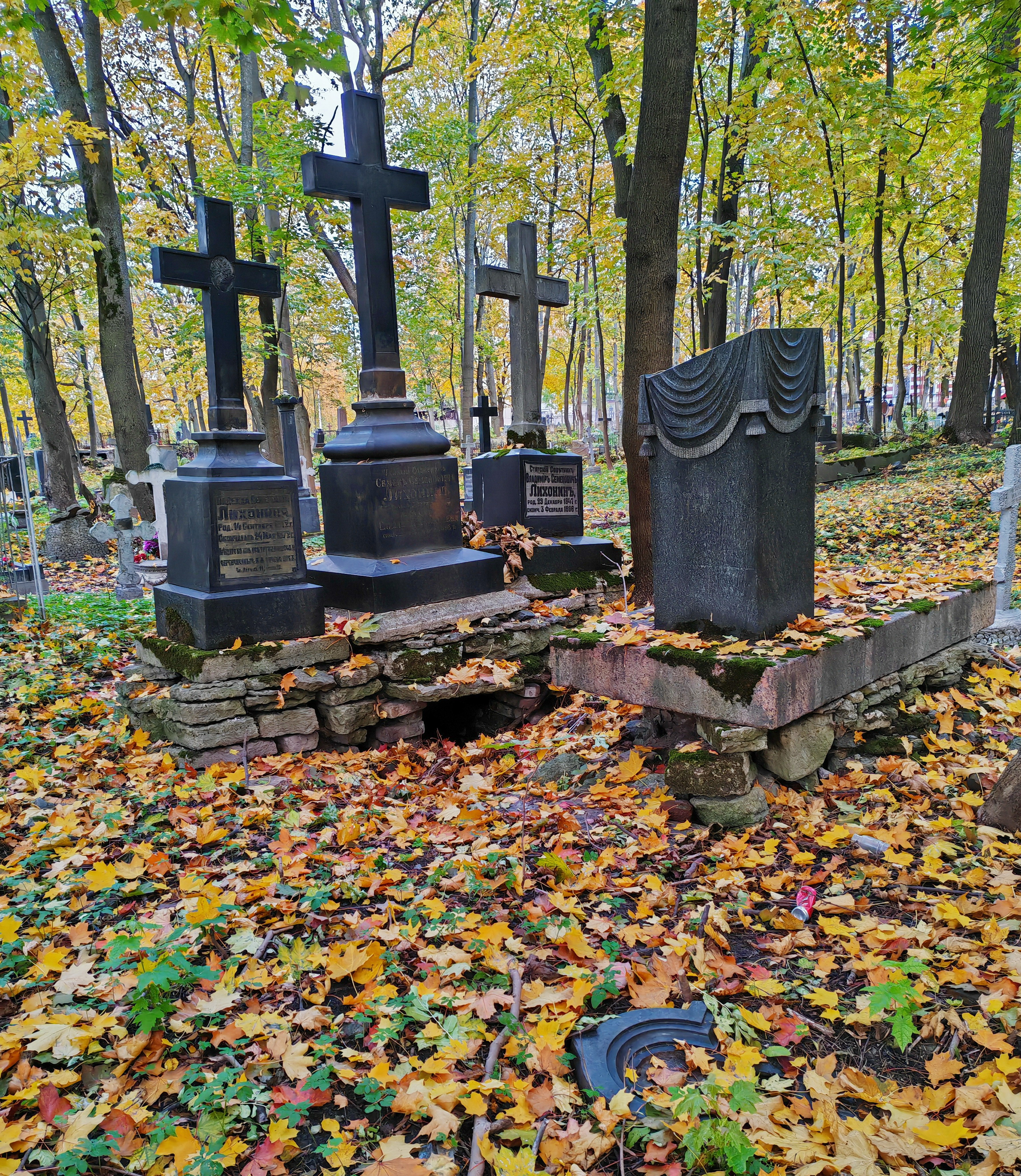
Семейное захоронение Лихониных.
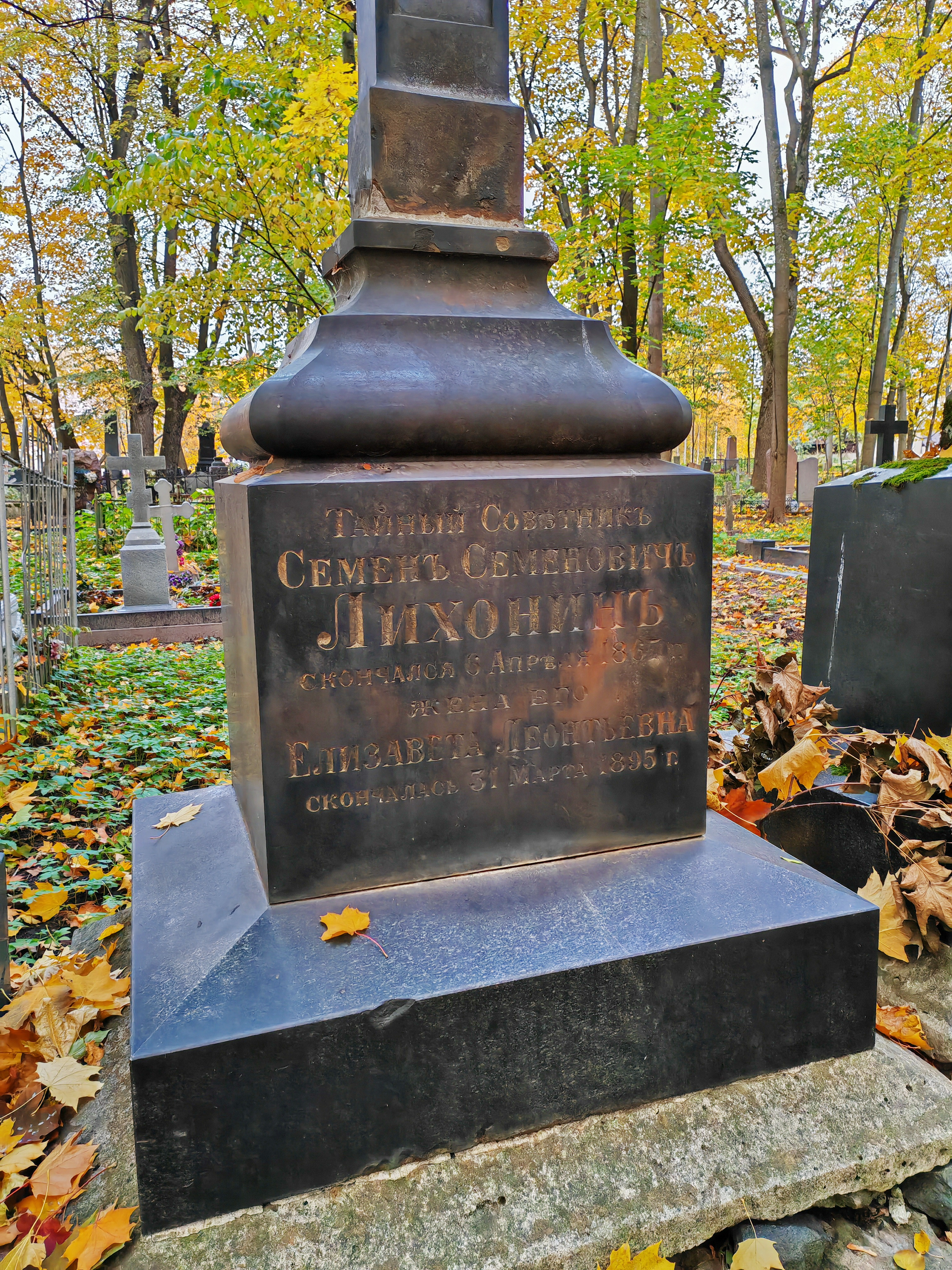
Памятник С. С. Лихонину и его жене.